# Вайнштадт
Вайнштадт (нім. Weinstadt) — місто в Німеччині, знаходиться в землі Баден-Вюртемберг. Підпорядковується адміністративному округу Штутгарт. Входить до складу району Ремс-Мур.
Площа — 31,71 км2. Населення становить 26 916 ос. (станом на 31 грудня 2020).